# Свиязев, Антон
Антон Свиязев (? — октябрь 1569) — новгородский подьячий.
Представитель дворянского рода Свиязевых, служивших удельным князьям Старицким.
Упоминался в Синодике опальных царя Ивана Грозного, как свидетель по делу князя старицкого Владимира Андреевича. В царском архиве хранилось «дело наугородцкое на подьячих на Онтона Свиязева со товарищи, прислано из Новагорода по Павлове скаске Петрова с Васильем Степановым».
Видимо, Свиязева погубил донос из земщины, в результате которого подьячего подвергли пытке и Антон Свиязев показал, что соучастниками заговора старицкого владетеля были епископ новгородский Пимен, возглавший год назад Соборный суд над митрополитом московским Филиппом и новгородские власти.
В начале октября 1569 года в день суда над старицким князем Владимиром Андреевичем опричники казнили Свиязева вместе с главными свидетелями обвинения ещё до окончания суда над удельным князем.